# Cochin Stock Exchange
Cochin Stock Exchange (w skrócie CSE) – jedna z największych giełd papierów wartościowych w Indiach. Jej siedziba znajduje się w mieście Koczin w stanie Kerala.
Cochin Stock Exchange powstała w 1980. 
We wrześniu 2006 na CSE notowane były akcje ponad 240 spółek.